# سارگپه بلندبوم
سارگپهٔ کوهی، سارگپهٔ بلندبوم یا سارگپهٔ بلندا (نام علمی: Buteo hemilasius) یک گونه پرنده شکاری از تیرهٔ بازان است. این پرنده دربوتان، چین، هنگ کنگ، هند، پاکستان، ایران، ژاپن، قزاقستان، کره شمالی، کره جنوبی، مغولستان، نپال، روسیه، تاجیکستان، و ازبکستان یافت می‌شود. در ایران نیز به صورت سرگردان و اتفاقی در منطقه‌های تپه ماهوری دیده شده است. این گونه در ایران، «سارگپه کوهی» نامیده می‌شود ولی با توجه به وجود گونه دیگری از سارگپه‌ها با نام Mountain Buzzard بهتر است که نام سارگپه کوهی برای این گونه، و برای گونه Upland Buzzard نام فارسی درست آن یعنی «سارگپه بلندا» به کار رود.